# Bärenhüter

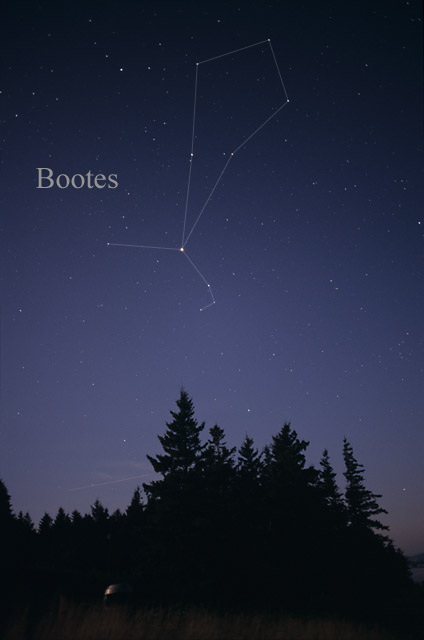
Das Sternbild Bärenhüter, wie es mit bloßem Auge gesehen werden kann.

Der Bärenhüter, auch Bootes (von altgriechisch βοώτης boōtēs „der mit Stieren pflügt“) genannt, ist ein helles Sternbild nördlich des Himmelsäquators nahe beim Großen Bären.
Der Name Bootes (englisch mit Trema: Boötes) wird „Bo-otes“ [boˈoːteːs] ausgesprochen (mit Diärese). Die Übersetzung Rinderhirte wird gelegentlich auch verwendet, um das Sternbild zu bezeichnen.
Der Bärenhüter ist ungewöhnlich reich an Doppelsternen, von denen einige (z. B. δ, ι und µ Bootis) auch mit dem Feldstecher gut trennbar sind. Sternhaufen und -nebel enthält das Sternbild hingegen kaum.

## Beschreibung
Der Bärenhüter oder Bootes ist ein auffälliges und großes Sternbild am Frühlingshimmel und Sommerhimmel. Es grenzt an acht andere Sternbilder und liegt zwischen Herkules und Jungfrau. Der nördliche Teil des Bärenhüters ist in den mittleren Breiten zirkumpolar.
Im Sternzug des Bärenhüters kann eine Mannesfigur gesehen werden; die Konstellation der Hauptsterne 1. bis 3. Größe erinnert an einen Kinderdrachen oder eine Eistüte. Arktur oder alpha Bootis ist nicht nur der hellste Stern des Bärenhüters, sondern des gesamten Nordhimmels. Um ihn aufzufinden, kann man vom Großen Wagen (Großer Bär) ausgehend den Bogen, den dessen Deichselsterne bilden, als Hilfslinie verlängern.

## Geschichte
Der Bärenhüter gehört zu den 48 Sternbildern der antiken griechischen Astronomie, die bereits von Ptolemäus beschrieben wurden.
Der Name „Bärenhüter“ (altgriechisch Ἀρκτοφύλαξ Arktophýlax) bezieht sich auf die Nähe zu den Sternbildern des Großen und Kleinen Bären und steht auch in Verbindung mit dem Sternbild Jagdhunde als mythologische Verkörperung der Begleithunde des Ochsentreibers oder Bärenhüters. Der Hauptstern des Sternbildes, Arktur, scheint dabei am Himmel dem „Schwanz“ des Großen Bären zu folgen. Der Stern β Bootis (Falschübernahme aus dem Arabischen als „Nekkar“ statt richtig „baqqār“) trägt ebenfalls den Namen „Ochsentreiber“.
Antike und mittelalterliche Autoren verwenden unter anderem diese Namen:
- Griechisch Βοώτης Boōtēs / lateinisch Bootes,[5] weil man sich ihn als Führer des Großen Wagens vorstellt (griechisch βοῦς bous, lateinisch bos: Rind, genauer hier Ochse), er treibe die sieben Ziehochsen (die Sterne unseres Großen Wagens, nach Varro „septem triones“, siehe auch Septentrio) alle 24 Stunden um den Himmelspol.
- Griechisch Ἀρκτοφύλαξ Arktophýlax / lateinisch Arctophylax, weil als Führer (φύλαξ phylax „Wächter“) des großen Bären (griechisch ἄρκτος arktos „Bär“; als Sternbikd [großer] Bär griechisch Ἄρκτος Arktos / lateinisch Arctos, Arctus) vorgestellt, daher auch lateinisch Custos (Ursae).[6] Gelegentlich wurde auch lateinisch Arcturus für das Sternbild gebraucht (von griechisch Ἀρκτοῦρος Arktourus, von arktos und οὖρος ouros „Aufseher, Wächter“).[Anm 1]

Bei der Einführung der offiziellen Grenzen moderner Sternbilder durch die Internationale Astronomische Union (IAU) wurden zwei andere Sternbilder zu Gunsten des Bärenhüters aufgelöst. Im Nordteil des Sternbildes, an der Grenze zum Drachen, befand sich das Sternbild Mauerquadrant, nach dem auch der Meteorstrom der Quadrantiden benannt ist, und im Süden, an der Grenze zur Jungfrau, befand sich das Sternbild Berg Mänalus.

## Meteorströme
Im Bärenhüter liegt der Radiant der Quadrantiden, eines Meteorstroms, der am 3. Januar eines jeden Jahres sein Maximum erreicht, zu dem stündlich 40 bis 200 Meteore beobachtet werden können.

## Mythologie
Zum mythologischen Ursprung des Sternbildes gibt es mehrere Versionen.
Ein antiker Mythos sieht im Bärenhüter den Arkas (Ἀρκάς), den Sohn des Zeus und der Nymphe Kallisto. Um diese vor der Rache Heras zu retten, verwandelte er sie in eine Bärin. Als Arkas sie unwissend auf der Jagd erlegen wollte, versetzte Zeus beide an den Himmel.
Einer anderen Überlieferung nach steht der Bärenhüter für Philomelos, den Sohn des Iasion und der Demeter, der den Wagen und den von Ochsen gezogenen Pflug erfand. Nach Catherine Tennant stellt der Ochsentreiber den Übergang vom Nomadentum zum sesshaften antiken Landbau dar.
Eine dritte Version sieht im Bärenhüter Ikarios, den der Weingott Dionysos in die Kunst des Weinbaus einweihte. Ikarios zog eines Tages los, um den Rebensaft zu verkaufen. Als er einer Gruppe von Hirten das bisher unbekannte Getränk einschenkte, glaubten sie, Ikarios wolle sie vergiften, und erschlugen ihn. Erigone, die Tochter des Ikarios, erhängte sich daraufhin vor Trauer. Dionysus verewigte Ikarios und seine Tochter am Himmel, die als Jungfrau in der Nähe ihres Vaters zu sehen ist.
In der mesopotamischen Mythologie ist der Bärenhüter das Sternzeichen des Gottes Enlil.

## Himmelsobjekte

### Sterne
| B  | F  | Namen oder andere Bezeichnungen         | Scheinbare Helligkeit (mag) | Absolute Helligkeit (Mag) | Lj   | Spektralklasse |
| -- | -- | --------------------------------------- | --------------------------- | ------------------------- | ---- | -------------- |
| α  | 16 | Arktur, Arcturus, Haris el sema         | −0,04                       | −0,31                     | 36,7 | K2 III         |
| ε  | 36 | Izar, Mirak, Pulcherrima                | 2,35                        | −1,69                     | 210  | K0 II + A2 V   |
| η  | 8  | Mufrid                                  | 2,68                        | 2,41                      | 37   | G0 IV          |
| γ  | 27 | Seginus, Ceginus, Haris                 | 3,03                        | 0,96                      | 85   | A7 III         |
| δ  | 49 | Delta Bootis                            | 3,46                        | 0,69                      | 117  | G8 III         |
| β  | 42 | Nekkar, Nakkar, Meres                   | 3,49                        | −0,64                     | 148  | G8 III         |
| ρ  | 25 |                                         | 3,57                        | 0,27                      | 149  | K3 III         |
| ζ  | 30 |                                         | 3,78                        |                           |      |                |
| θ  | 23 | Asellus Primus                          | 4,04                        |                           | 47   | F7 V           |
| υ  | 5  |                                         | 4,05                        |                           |      |                |
| λ  | 19 |                                         | 4,18                        |                           | 97   | A0p            |
| μ  | 51 | Alkalurops, Inkalunis, Clava, Venabulum | 4,31                        |                           | 120  |                |
| σ  | 28 |                                         | 4,47                        |                           |      |                |
| π1 | 29 |                                         | 4,49                        |                           |      |                |
| τ  | 49 | Tau Bootis A                            | 4,50                        | 3,53                      | 50,8 | F6 IV          |
| ψ  | 43 |                                         | 4,52                        |                           |      |                |
| κ1 | 17 | Asellus Tertius                         | 4,51                        |                           | 155  | A8 IV + A5     |
| ξ  | 37 | Xi Bootis                               | 4,59                        |                           | 22   | G7 Ve + K5 Ve  |
| ο  | 35 |                                         | 4,60                        |                           |      |                |
| ι  | 21 | Asellus Secundus                        | 4,75                        |                           | 97   | A9 V + A2      |
| ω  | 41 |                                         | 4,80                        |                           |      |                |
| A  |    | HR 5361                                 | 4,80                        |                           | 234  | K0III          |
| d  | 12 |                                         | 4,82                        |                           |      |                |
| i  | 44 |                                         | 4,83                        |                           |      |                |
| e  | 6  |                                         | 4,92                        |                           |      |                |
| c  | 45 |                                         | 4,93                        |                           |      |                |
| ν2 | 53 |                                         | 4,98                        |                           |      |                |
| ν1 | 52 |                                         | 5,04                        |                           |      |                |
| φ  | 54 | Ceginus                                 | 5,25                        |                           |      |                |
| χ  | 48 | Chi Bootes                              | 5,27                        |                           | 250  | A2V            |
| f  | 22 |                                         | 5,39                        |                           | 320  | F0m            |
| k  | 47 | 47 Bootis                               | 5,58                        |                           | 130  | A0Vs C         |
| g  | 24 |                                         | 5,59                        |                           | 315  | G3IV           |
| b  | 46 |                                         | 5,67                        |                           | 480  | gK2            |
| h  | 38 | Merga, Marrha, Falx Italica             | 5,7                         |                           | 160  | F6 IVs         |

Arktur (α Bootis) ist der hellste Stern des Nordhimmels und überhaupt der dritthellste Stern am Himmel. Er ist ein Roter Riese der Spektralklasse K2 mit dem 30-fachen Durchmesser unserer Sonne. Mit einer Entfernung von 36,7 Lichtjahren ist er der nächstgelegene Riesenstern. Seine hohe Eigenbewegung von 2,28 Bogensekunden pro Jahr wurde von Edmond Halley entdeckt.
Der Name Arktur leitet sich aus dem Griechischen ab und bedeutet so viel wie „Jäger, der die Bärin im Auge behält“. Der arabische Name Haris el sema bedeutet „Herrscher des Himmels“.
Die Sterne θ ι und κ Bootis tragen die lateinischen Namen Asellus Primus, Secundus und Tertius, was erster, zweiter bzw. dritter Esel heißt.
λ Bootis (Lambda Bootis, HR 5351) ist der Prototyp einer Klasse von Sternen, den Lambda-Bootis-Sternen, mit einer speziellen chemischen Zusammensetzung ihrer Oberfläche, und wurde bereits 1943 von William W. Morgan, Philip C. Keenan und Edith Kellman in ihrem „Atlas of Stellar Spectra“ beschrieben. Diese ist sehr arm an manchen Metallen und weist die gleiche Elementhäufigkeit auf wie das sie umgebende interstellare Gas. Als Grund dafür wird angesehen, dass der Stern beim Durchqueren staubreicher Gebiete durch seinen Strahlungsdruck interstellaren Staub vor sich herschiebt und interstellares Gas aufsammelt.

### Doppelsterne
| System | Scheinbare Helligkeit (mag) | Abstand |
| ------ | --------------------------- | ------- |
| ε      | 2,5 / 4,9                   | 2,8"    |
| δ      | 3,5 / 7,8                   | 105"    |
| η      | 4,3 / 7,1 / 7,8             | 108"    |
| ζ      | 4,5 / 4,6                   | 0,15"   |
| κ2     | 4,5 / 6,7                   | 13,6"   |
| τ      | 4,5 / 11,0                  | 14,4"   |
| ξ      | 4,7 / 7,0                   | 6,0"    |
| ι      | 4,8 / 7,7                   | 38,5"   |
| π      | 4,9 / 5,8                   | 5,5"    |
| ξ      | 4,8 / 6,9                   | 6,6"    |
| ν      | 4,98 / 5,04                 | 14’     |
| 44     | 5,1 / 7,0                   | 2,2"    |
| 39     | 6,2 / 6,8                   | 2,8"    |

Im Bärenhüter findet sich eine ganze Reihe von Mehrfachsternen.
Epsilon Bootis ist ein Doppelstern in 150 Lichtjahren Entfernung. Im Teleskop lässt sich ein tiefgelber, heller Stern erkennen, der von einem bläulichen Stern begleitet wird. Dieses Doppelsternsystem wird oft als eines der schönsten bezeichnet. Der arabische Name Izar bedeutet „Gürtel“, der lateinische Name Pulcherrima die „Wunderschöne“.
Eta Bootis ist ein Dreifachsystem in 55 Lichtjahren Entfernung. Zwei der Sterne lassen sich bereits mit einem Prismenfernglas trennen. Im Teleskop erkennt man bei der lichtschwächeren Komponente noch einen weiteren Begleiter. Die Herkunft des Namens Muphrid ist nicht geklärt.
Iota Bootis ist ein Dreifachsystem in einer Entfernung von 100 Lichtjahren. Die beiden hellsten Sterne können ebenfalls mit einem Fernglas in Einzelsterne aufgelöst werden. Der lichtschwächere Begleiter ist dabei zudem ein veränderlicher Stern (s. u.).
Die Sterne ν1 und ν2 Bootis stehen mit 14 Winkelminuten so weit auseinander, dass sie bereits mit bloßem Auge getrennt werden können.
Zeta Bootis ist ein Doppelsternsystem mit sehr exzentrischer Umlaufbahn. Im Jahr 2024 erreichen die beiden Komponenten mit nur 0,04" Abstand ihren geringsten Abstand, der dann im Jahr 2031 wieder auf 0,5" anwachsen wird.

### Veränderliche Sterne
| Objekt | Scheinbare Helligkeit (mag) | Periode         | Typ                      |
| ------ | --------------------------- | --------------- | ------------------------ |
| W      | 4,7 bis 5,4                 | 30 bis 450 Tage | halbregelmäßig           |
| ι      | 6,5 bis 7,1                 | 0,2678 Tage     | Bedeckungsveränderlicher |

W Bootis ist ein halbregelmäßig veränderlicher Stern in 400 Lichtjahren Entfernung. Seine Helligkeit schwankt in einem Zeitraum von 30 bis 450 Tagen zwischen 4,7 und 5,4m.
Iota Bootis ist ein bedeckungsveränderlicher Stern vom Typ Beta Lyrae. Dies sind enge Doppelsternsysteme in einer Frühphase ihrer Entwicklung, bei denen das Gas eines aufgeblähten Hauptsterns auf die Akkretionsscheibe eines Begleitsterns strömt und diesen periodisch verdunkelt.

### NGC-Objekte
| NGC  | Scheinbare Helligkeit (mag) | Typ              |
| ---- | --------------------------- | ---------------- |
| 5248 | 10,1                        | Galaxie          |
| 5466 | 8,0                         | Kugelsternhaufen |
| 5966 | 12,2                        | Galaxie          |

Obwohl das Sternbild Bärenhüter sehr ausgedehnt ist, enthält es nur wenige auffällige Sternhaufen und Gasnebel. Auch Galaxien sind nur wenige zu sehen. Von der Erde aus gesehen liegt einer der größten galaxiearmen Räume (Voids) in dieser Himmelsregion, der Bootes Void.
NGC 5466 ist ein Kugelsternhaufen in 50.000 Lichtjahren Entfernung. Zum Zwecke seiner Beobachtung ist ein lichtstarkes Fernglas oder Teleskop vonnöten.

### Planetensysteme
Bislang wurden in diesem Sternbild vier Planetensysteme identifiziert:
- BD+36°2593 mit dem Planeten HAT-P-4b (Umlaufperiode 3,06 d)
- Tau Bootis mit dem Planeten Tau Bootis A b (Umlaufperiode 3,31 d)
- HD 128311 mit 2 Planeten (459 bzw. 928 d)
- HD 132406 mit dem Planeten HD 132406 b (Umlaufperiode 974 d)

## Galerie

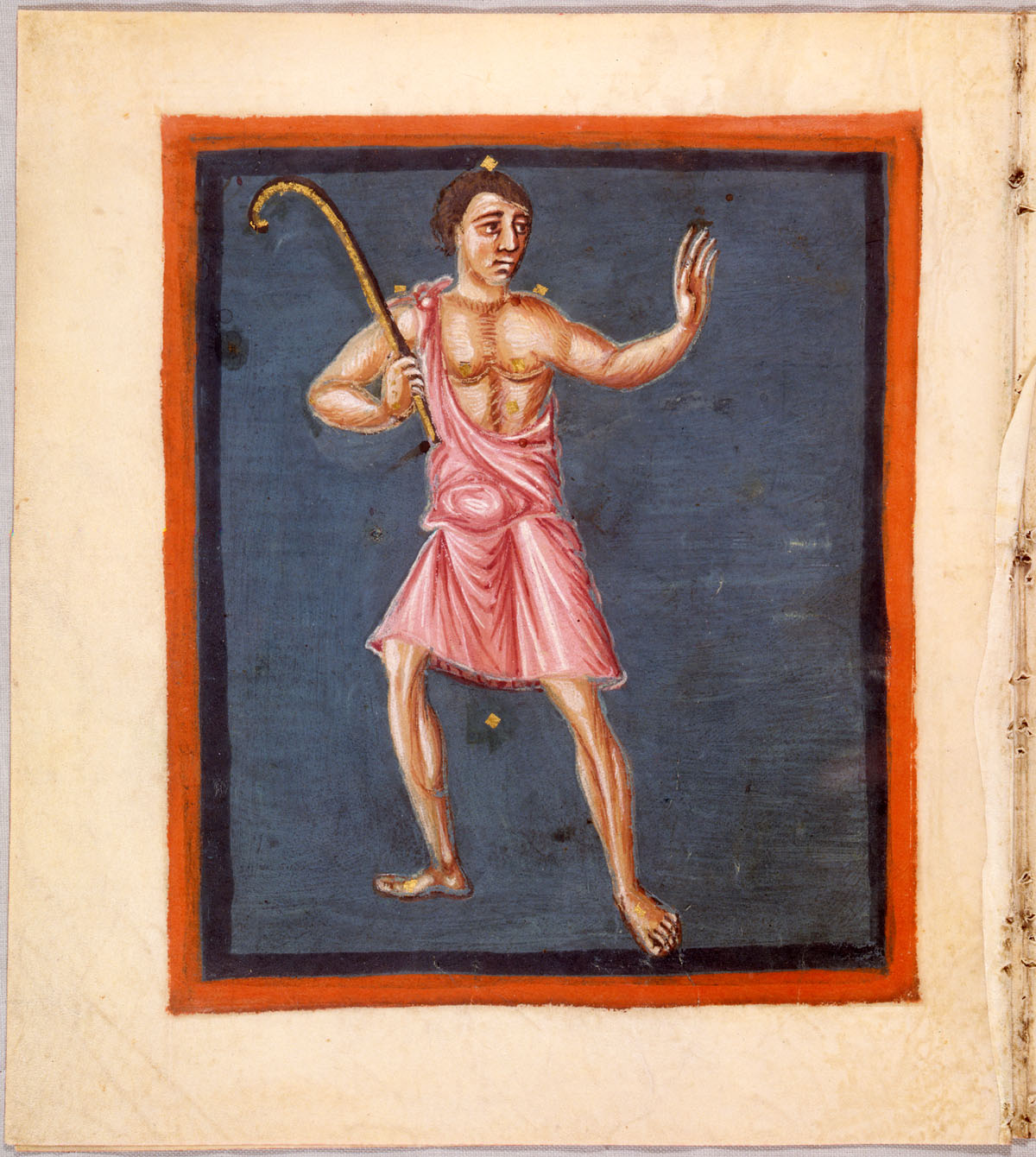
Darstellung des Aratos von Soloi, circa 300 v. Chr.
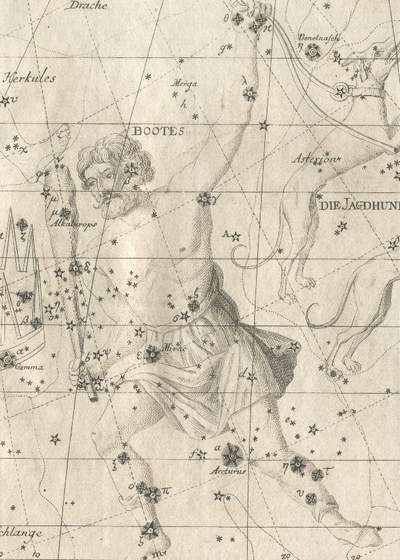
Stich aus dem Sternatlas von Johann Elert Bode
Johann Bayer 1624

## Anmerkung
1. ↑  Gebräuchlicher, insbesondere später, ist die Verwendung (nur) für den Namen des hellsten Sterns (im linken „Knie“ des Sternbilds). Bei Hesiod, Erga 566, 610, ist die Referenz (Stern oder Sternbild) unklar.